# Seventh Heaven (canção)
"Seventh Heaven" é o trigésimo primeiro single da banda japonesa L'Arc~en~Ciel, lançado em 30 de maio de 2007. Atingiu a primeira posição na Oricon Singles Chart e permaneceu na parada por dez semanas. A b-side "Honey 2007" é uma versão reescrita de seu décimo primeiro single "Honey", e a sexta música da banda alter ego, P'unk~en~Ciel. O videoclipe foi nomeado para o MTV Video Music Awards Japan 2008 na categoria Melhor Vídeo de Rock.

## Faixas
Todas as faixas escritas e compostas por Hyde. 
| N.º | Título                                 | Duração |  |
| 1.  | "Seventh Heaven"                       | 3:34    |  |
| 2.  | "Honey 2007"                           | 3:50    |  |
| 3.  | "Seventh Heaven (Hydeless version)"    | 3:52    |  |
| 4.  | "Honey 2007 (Tetsu P'unkless version)" | 3:52    |  |

## Ficha técnica
- Hyde – vocais
- Ken – guitarra
- Tetsu – baixo
- Yukihiro – bateria

## Desempenho
| Parada (2007)       | Melhor posição |
| ------------------- | -------------- |
| Oricon Albums Chart | #1             |